# NGC 5370
NGC 5370 is een lensvormig sterrenstelsel in het sterrenbeeld Grote Beer. Het hemelobject werd op 19 maart 1790 ontdekt door de Duits-Britse astronoom William Herschel.

## Synoniemen
- UGC 8832
- MCG 10-20-44
- ZWG 295.22
- PGC 49408